# Pleuranthodium piundaundensis
Pleuranthodium piundaundensis (hay Pleuranthodium piundaundense) là một loài thực vật có hoa trong họ Gừng. Loài này được Pieter van Royen miêu tả khoa học đầu tiên năm 1979 dưới danh pháp Riedelia piundaundensis. Năm 1991, Rosemary Margaret Smith chuyển nó sang chi Pleuranthodium.

## Từ nguyên
Tính từ định danh là nói tới thung lũng Piundaunde với hai hồ Piunde (cao độ ~ 3.600 m) và Aunde (cao độ ~3.700 m) trên sười núi Wilhelm phía trên điểm lấy mẫu điển hình.
Mẫu điển hình: M.M.J. van Balgooy 584, Papua New Guinea, Eastern Highlands, thung lũng Pindunde [chỉnh sửa thành Piundaunde trong Van Royen (1979)], phía trên Kombugomambuno, 3.350 m, thu thập ngày 7 tháng 6 năm 1965.

## Phân bố
Loài này được tìm thấy ở cao độ 2.580-3.600 m tại núi Wilhelm (tỉnh Chimbu), núi Kerigomna (tỉnh Eastern Highlands) và núi Hagen (tỉnh Western Highlands); Papua New Guinea.